# Ambulance alpine du Caucase
L'ambulance alpine du Caucase est une expédition française sur le front du Caucase pendant la Première Guerre mondiale, qui stationne de septembre 1917 à avril 1918 à Ourmia en Perse.

## Histoire

### Origine de l'expédition
Fin 1916, le gouvernement français décide d'offrir des formations sanitaires à l'Empire Russe pour soutenir son allié contre l'Empire allemand. Début 1917, le médecin-inspecteur Cresson presse le gouvernement d'envoyer quatre formations en Russie, dont une pour le front en Turquie ou en Perse.

### Expédition vers le Caucase
L'ambulance alpine du Caucase est composée de 65 membres non combattants placés sous l'autorité du Dr Caujole. L'expédition quitte Paris le 24 mai 1917 pour Liverpool, puis embarque le 26 mai sur l'Umtali, un cargo anglais. L'Umtali fait route pour Arkhangelsk en passant très au nord de la Norvège pour éviter les sous-marins allemands, montant jusqu'au 75e parallèle nord. Un autre cargo transportant une partie du matériel de l'expédition est coulé lors du trajet. Le cargo arrive le 16 juin à Arkhangelsk après avoir jeté l'ancre une semaine en baie de Mourmansk pour se protéger des sous-marins.
L'ambulance reçoit l'ordre de rejoindre Tbilissi pour se mettre à la disposition de l'armée russe du Caucase. Le départ se fait le 19 juin en train pour un trajet de 18 jours à travers la Russie en pleine révolution. Le train fait de courtes haltes à Vologda, Iaroslavl, Moscou, Tsaritsyne, Grozny et Bakou avant d'arriver à Tbilissi le 5 juillet. L'ambulance y reste jusqu'au 20 août, le temps pour le commandant Caujole de trouver un point de chute fixe, l'ambulance ayant perdu une partie du matériel sur le cargo coulé et ne pouvant plus fonctionner comme ambulance mobile. Le soldat Goudemand meurt dans une rixe.

### L'ambulance à Ourmia
L'ambulance s'installe en septembre à Ourmia en Perse, dans la région de l'Azerbaïdjan perse, où se trouve l'armée russe. Bien que la Perse soit neutre pendant la Première Guerre mondiale, les Russes y combattent l'armée ottomane. La population de la région est très diverse avec une majorité de chiites, des sunnites, des juifs et des chrétiens. Il se trouve à Ourmia par exemple des réfugiés Assyriens sous l'autorité de leur patriarche Mar Shimoun Benjamin, qui ont fui des massacres dans les montagnes du Hakkari. Il y a aussi une mission de lazaristes dirigée par Jacques Sontag et une mission presbytérienne américaine dirigée par le Dr Shedd.
L'ambulance installe un hôpital à partir du 10 septembre, avec une salle d'opération, un service de radioscopie, un laboratoire d'analyses, une pharmacie et un cabinet de dentiste. Des soldats russes y sont soignés. L'ambulance rencontre le consul russe Nikitine.
Après la révolution d'Octobre en Russie et l'armistice russo-turc début décembre 1917, l'armée russe se délite et laisse Ourmia sous la menace ottomane. Des troupes chrétiennes sont formées dans la région et le commandant Caujole est chargé de soutenir le recrutement. Le principal chef militaire assyrien est Agha Petros.
Des massacres intercommunautaires entre musulmans et chrétiens ont lieu en février 1918. En mars 1918, le soldat Halbardier meurt du typhus.

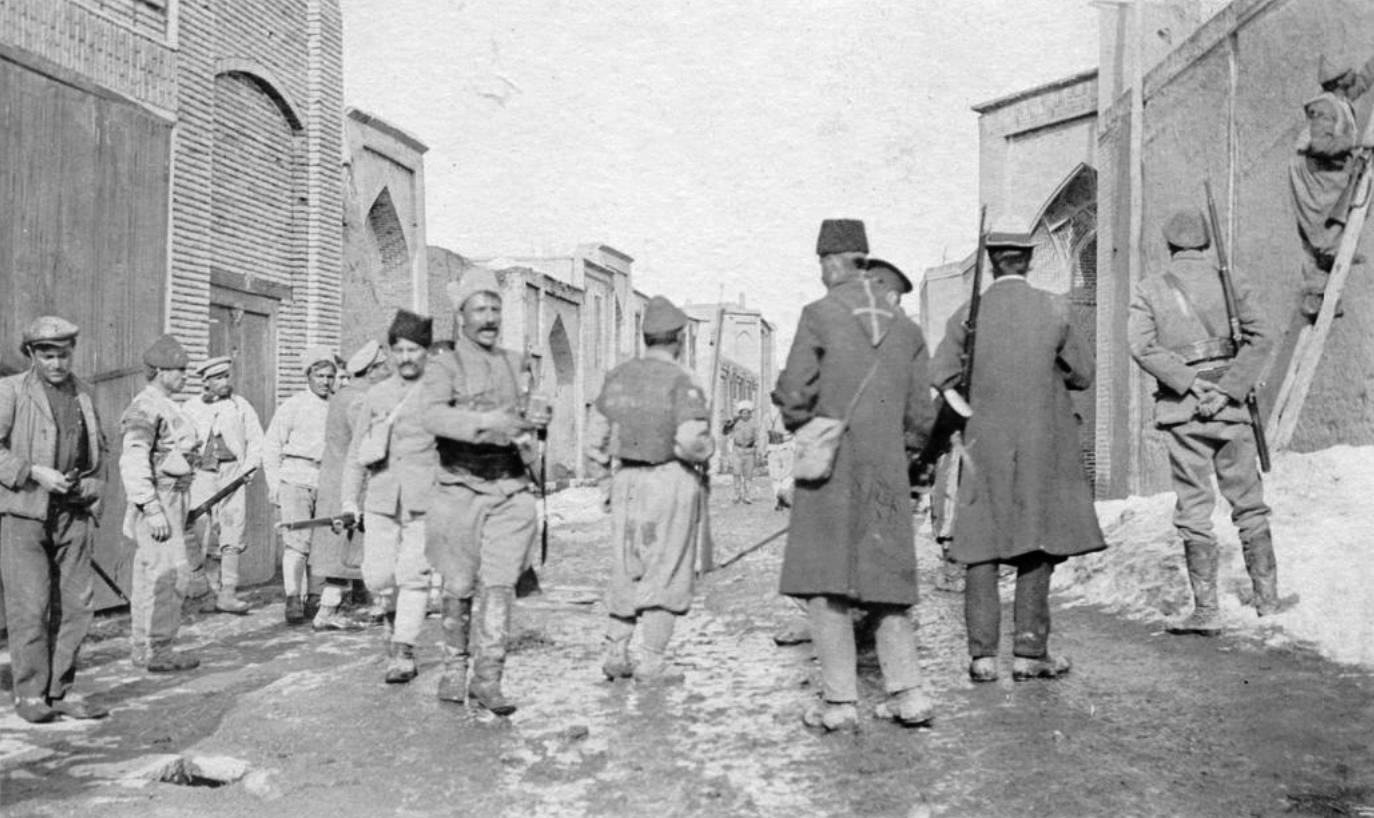
Une milice assyrienne patrouille à Ourmia en 1918.

L'ambulance française quitte Ourmia le 27 avril sur ordre du ministère de la Guerre, laissant une population chrétienne sans soutien. La ville tombe aux mains des Turcs en juillet, s'ensuivent des massacres de chrétiens fin juillet. Jacques Sontag est fusillé.

### Le trajet du retour
L'ambulance part à pied pour Qazvin où se trouvent des soldats anglais. L'ambulance est organisée en caravane avec des chameaux et trois chevaux. Le chemin passe par Mianeh, Zandjan, Soltaniyeh et arrive à Qazvin le 30 mai. L'officier Couët y meurt du typhus le 1er aout 1918.
L'ambulance quitte Qazvin à pied le 13 septembre pour rejoindre Hamadan en 10 étapes. Elle part ensuite en voitures d'Hamadan le 30 septembre pour atteindre Bagdad le 20 novembre. Le trajet continue en bateau sur le Tigre jusqu'à Bassorah, puis en paquebot pour arriver à Port-Saïd en Égypte en passant par le golfe Persique et la mer Rouge.
Finalement, l'ambulance embarque pour Marseille le 22 janvier 1919 sur un navire japonais et arrive à Paris le 3 février 1919 après 21 mois de mission et après avoir perdu 3 soldats.

## Membres de l'ambulance
Le nom des membres de l'ambulance suivants sont connus:
- Paul Caujole, commandant l'ambulance (médecin-chef)
- Georges Bousquet (médecin traitant)
- Louis Jean Marie Victor Giguet (médecin traitant)
- Jérôme Maximilien Piquemal, dit Max (médecin auxiliaire)
- Fouché (médecin auxiliaire)
- Riberol (chirurgien)
- Perruchot (aide-chirurgien)
- Henri Châtel (pharmacien)
- Arnal (dentiste)
- Jouis (officier gestionnaire)
- Couët (officier d'approvisionnement)
- Payret d'Ortail (sous-lieutenant commandant le détachement du train des équipages)
- Berthet (sous lieutenant, interprète russe)
- Pierre Guy, Lauvergeon et Lamarre (sous-officiers du détachement d'infirmier)
- Bernard, Chonez et Rimet (maréchaux des logis du train des équipages)
- Victor Joseph Goudemand (infirmier soldat de 2ème classe, mort assassiné lors du séjour de l'ambulance à Tiflis, en Géorgie)
- Émile Boyer (connu sous le nom de plume Émile Zavie, il livre le récit de son expérience au sein de l'ambulance sanitaire en Perse dans l'ouvrage "D'Archangel au Golfe Persique", publié en 1927)
- Amiot, Ardouin, Baudat, Pierre Bayon du Roure, Marcel Benoit, Boujarel, Brajon, Chenal, Courtois, Debrault, Defives, Delignies, Deschamps, Descouts (cousin de Max Piquemal), Ferrer, Frelaut, Freydière, Anatole Gaudry, Gelmini, Guillot, Jules Guillon ou Guitton, Guilliou, Guyot, Halbardier, Paul et René Hartwig , Maurice Jammes (interprète), Jousseaume, Jules Leclerc,  Libat, Lavaure, Marchaut, Masquelier, Mesnil, Nataf, Oulès, Ponsonnet, Posé, Quentin, Ricaud, Sainsarricq, Jean Saulle, Tête, Vard, Léon Viant (brigadiers, caporaux ou soldats du détachement d'infirmiers ou du détachement du train des équipages)

## Citation
L'ambulance alpine du Caucase est citée à l'ordre de l'Armée:

« L'Ambulance Alpine du Caucase sous la conduite du Médecin-Major de 1ère classe Caujole dont l'activité éclairée et l'énergie ont su triompher de toutes les difficultés, a rempli glorieusement son rôle et maintenu le prestige du drapeau français dans les circonstances difficiles où elle s'est trouvée dans un pays hostile agité par la propagande ennemie, ravagé par le typhus exanthématique, le choléra et la famine et dans la menace continuelle du massacre. »